# Алмазов, Василий Иванович
Васи́лий Ива́нович Алма́зов (1857 — не ранее 1917) — саратовский врач и общественный деятель, член IV Государственной думы от Саратовской губернии.

## Биография

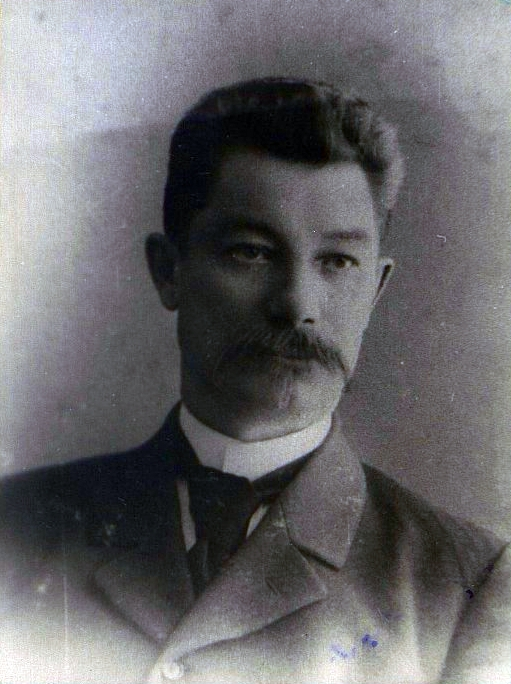
В. И. Алмазов, член Саратовской городской управы

Сын крестьянина деревни Каменка Николаевского уезда, личный дворянин.
Среднее образование получил в Самарской гимназии, а высшее — на медицинском факультете Казанского университета.
По окончании университета в 1881 году, как стипендиат новоузенского земства, поступил на службу земским врачом в Новоузенский уезд. Прослужив десять лет, в 1891 году, после «холерных беспорядков» в Саратовской губернии, перешел на службу в Общество Рязано-Уральской железной дороги. В 1894—1904 годах состоял помощником начальника врачебной службы названной железной дороги при ее управлении в Саратове. Дослужился до чина надворного советника (1892). Занимался частной практикой в Саратове, владел одноэтажным домом по адресу Большая Казачья улица, дом 8.
В 1905 году был избран гласным Саратовской городской думы, после чего перешел на службу в саратовское городское управление членом управы, заведующим санитарной частью и заступающим место городского головы. В 1910 году, оставаясь гласным, по собственному желанию покинул службу в управе и занялся врачебно-санитарной деятельностью. По воспоминаниям И. Я. Славина, Алмазов был «ярым левым кадетом». Кроме того, он состоял президентом Саратовского санитарного общества, председателем комитета Саратовского санитарного общества для борьбы с туберкулезом и заведующий летним санаторием этого общества, а также товарищем председателя Саратовского отделения Санкт-Петербургского врачебного общества взаимопомощи.
В 1912 году был избран членом Государственной думы от Саратовской губернии. Входил во фракцию кадетов и Прогрессивный блок. Состоял товарищем председателя комиссии по исполнению государственной росписи доходов и расходов, председателем комиссии о народном здравии (с 4-й сессии), а также членом комиссий: распорядительной, финансовой, бюджетной и по городским делам.
После Февральской революции был назначен комиссаром Временного комитета Государственной думы и Временного правительства по Управлению верховного начальника санитарной и эвакуационной части. В апреле 1917 года посетил Саратов, где на заседании общественного городского исполнительного комитета выступил в защиту Государственной думы, назвав её «революционным парламентом».
Судьба после 1917 года неизвестна.

## Семья
Был женат на дочери дворянина Юлии Ивановне Шестаковой. Их дочь:
- Надежда (1884—?), замужем за хирургом А. Н. Бакулевым, академиком АН СССР.